# روني فلانغن
روني فلانغن (بالإنجليزية: Ronnie Flanagan)‏ هو ضابط شرطة بريطاني، ولد في 25 مارس 1949.